# Santa Maria Maior (Lissabon)
Santa Maria Maior is een freguesia in de Portugese hoofdstad Lissabon, die in december 2012 is ontstaan door de samenvoeging van een aantal kleinere freguesias.

## Indeling
In 2012 werd de freguesia Santa Maria Maior gevormd uit de samenvoeging van een aantal kleinere freguesia's.
| Huidige freguesia | Huidige freguesia | Huidige freguesia | Freguesias voor 2012         | Freguesias voor 2012 | Freguesias voor 2012 |
| Freguesia         | Inwoners          | Oppervlakte       | Freguesias                   | Inwoners             | Oppervlakte          |
| ----------------- | ----------------- | ----------------- | ---------------------------- | -------------------- | -------------------- |
| Santa Maria Maior | 12.961            | 3,01 km²          | Castelo                      | 355                  | 0,06 km²             |
| Santa Maria Maior | 12.961            | 3,01 km²          | Madalena                     | 393                  | 0,12 km²             |
| Santa Maria Maior | 12.961            | 3,01 km²          | Mártires                     | 372                  | 0,10 km²             |
| Santa Maria Maior | 12.961            | 3,01 km²          | Sacramento                   | 742                  | 0,09 km²             |
| Santa Maria Maior | 12.961            | 3,01 km²          | Santa Justa                  | 891                  | 0,25 km²             |
| Santa Maria Maior | 12.961            | 3,01 km²          | Santiago                     | 619                  | 0,06 km²             |
| Santa Maria Maior | 12.961            | 3,01 km²          | Santo Estêvão                | 1.511                | 0,23 km²             |
| Santa Maria Maior | 12.961            | 3,01 km²          | São Cristóvão e São Lourenço | 1.341                | 0,08 km²             |
| Santa Maria Maior | 12.961            | 3,01 km²          | São Miguel                   | 1.531                | 0,05 km²             |
| Santa Maria Maior | 12.961            | 3,01 km²          | São Nicolau                  | 1.231                | 0,26 km²             |
| Santa Maria Maior | 12.961            | 3,01 km²          | Sé                           | 910                  | 0,12 km²             |
| Santa Maria Maior | 12.961            | 3,01 km²          | Socorro                      | 3.065                | 0,11 km²             |
| Census: 2011      |                   |                   |                              |                      |                      |

| Detailkaart              |
| ------------------------ |
|                          |
| Indeling voor en na 2012 |

## Bezienswaardigheden
De freguesia omvat het historische centrum van Lissabon, met een groot aantal bezienswaardigheden, waaronder:
- de Kathedraal van Lissabon
- het Rossio ( = het Pedro IV-plein)
- de pleinen Praça do Comércio en Praça dos Restauradores
- het kasteel Castelo de São Jorge